# 노트위스트

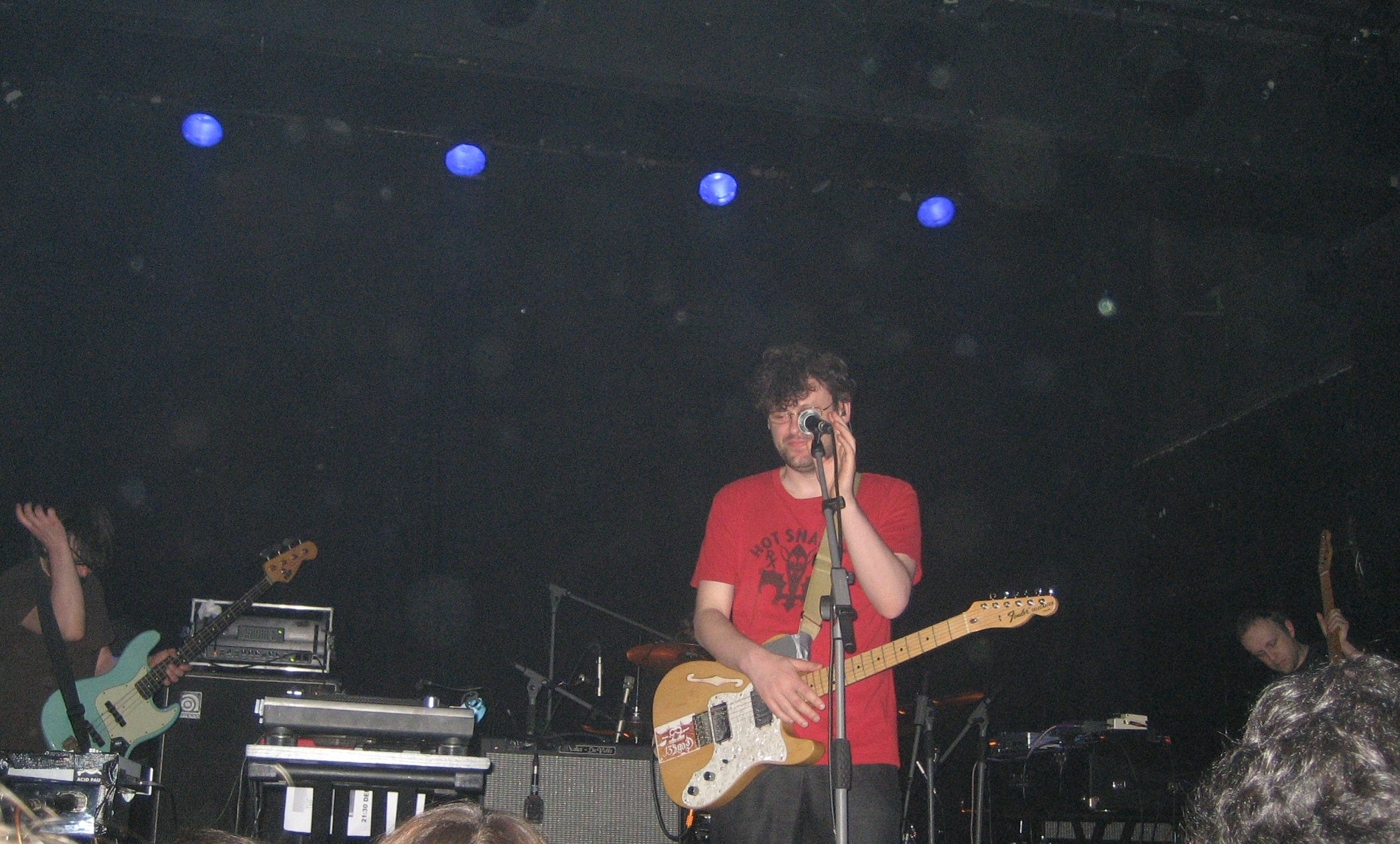

노트위스트(The Notwist)는 독일의 인디 록 밴드이다.

## 구성원
- 마르쿠스 아허
- 미하엘 아허
- 마르틴 메서슈미트 - 초기 드러머
- 마르틴 그렛치만 - 프로그래밍
- 안디 하베를 - 현재 드러머

## 음반
- 1990년 - <The Notwist>
- 1992년 - <Nook>
- 1998년 - <Shrink>
- <Neon Golden>

## 상
- 2010년 - 독일 영화상 영화음악상